# Spiritus Paraclitus
Spiritus Paraclitus (en español Espíritu consolador) es la octava encíclica de Benedicto XV, fechada el 15 de septiembre de 1920 y escrita con ocasión del XV centenario de San Jerónimo. En ella el papa, siguiendo a este Padre de la Iglesia, expone los criterios que deben seguirse en la interpretación de la Sagrada Escritura. Trata así un tema que ya había sido presentado por León XIII en Providentissimus Deus, y que sería más tarde motivo de la encíclica Divino afflante Spiritu, por Pío XII.

## Contenido de la encíclica
Las primeras palabras de la encíclica anuncian ya su contenido

Spiritus Paraclitus, cum genus humanum, ut arcanis divinitatis imbueret, sacris Litteris locupletasset, sanctissimos doctissimosque viros, labentibus saeculis, non paucos providentissime excitavit, qui non modo caelestem illum thesaurum iacere sine fructu non sinerent, sed suis et studiis et laboribus consolationem inde Scripturarum Christifidelibus uberrimam compararent.
Espíritu Consolador, habiendo enriquecido al género humano en las Sagradas Letras para instruirlo en los secretos de la divinidad, suscitó en el transcurso de los siglos numerosos expositores santísimos y doctísimos, los cuales no sólo no dejarían infecundo este celestial tesoro, sino que habían de procurar a los fieles cristianos, con sus estudios y sus trabajos, la abundantísima consolación de las Escrituras
Inicio de la encíclica

La encíclica centra enseguida su objetivo, al presentar a San Jerónimo como el “Doctor Máximo concedido por Dios en la interpretación de las Sagradas Escrituras”, del que próximamente se celebraría el XV centenario. Con este motivo el papa quiere señalar los méritos de este santo, pero también confirmar, y adaptar a los tiempos en que escribe, las advertencias y prescripciones que sobre la interpretación de la Sangrada Escritura dieron León XII y Pío X.

### Vida de San Jerónimo[4]
Las primeras páginas de la encíclica son destinadas a presentar la vida de Jerónimo, su formación retórica en Roma y su temprano interés por la Sagrada Escritura, y su abandono de las comodidades que podría proporcionarle su familia y propiedades para dedicarse al estudio de las escrituras; para ello marchó a Tierra Santa. Allí tomó contacto y conocimiento con los estudios y escritos de Apolinar de Laodicea, San Gregorio el Teólogo y Orígenes, consciente de que no podía profundizar por sí solo en la escritura. Regresó después a Roma, donde atendió los asuntos de la Iglesia que le encomendó el papa San Dámaso y por su encargo enmendó a versión latina del Nuevo Testamento.
Tras la muerte de este papa, marchó a los Santos Lugares y se retiró a Belén, donde se dedicó a la oración y el estudio de la Escritura; aunque viajó a Alejandría, donde pudo beneficiarse de sus conversaciones con Dídimo, recorrió también toda Judea, trabajando con los hebreos más instruidos, y consultando los libros conservados en las sinagogas y en la biblioteca de Cesarea. 

Así, no perdonando trabajos, ni vigilias, ni gastos, perseveró hasta le extrema vejez meditando día y noche la leyd el Señor, junto al Pesebre, aprovechando más al nombre católico desde aquella soledad, con el ejemplo de su vida y con sus escritos, que si hubiera consumido su carrera mortal en Roma.
Encíclica Spiritus Paraclitus (AAS, XII, p. 389)

### Doctrina de Jerónimo sobre la Sagrada Escritura
Jerónimo expone con claridad y repetidas veces que los autores sagrados escriben inspirados y movidos por Dios, de modo que Él es el principal autor de la escritura, sin que esto suponga desconocer que cada uno de sus autores, según su naturaleza e ingenio hayan colaborado con la inspiración de Dios, poniendo sus facultades e ingenio en el orden de la cosas, en el género y forma del decir. 

Esta comunidad de trabajo entre Dios y el hombre para realizar la misma obra, la ilustra Jerónimo con la comparación del artífice que para hacer algo emplea algún órgano o instrumento; pues lo que los escritores sagrados dicen "son palabras de Dios y no suyas, y lo que por boca de ellos dice lo habla Dios como por un instrumento"
Encíclica Spiritus Paraclitus (AAS, XII, p. 390)

De esta autoría de la Escritura concluía Jerónimo la verdad de su contenido, y la imposibilidad de error; por esto cuando encontraba en sus libros discrepancias aplicaba todo su cuidado y atención a resolver la cuestión, aun cuando a veces no consiguiese aclarar ese punto, nunca acusaba a los hagiógrafos de error.

### Las enseñanzas de León XIII y errores actuales
Recuerda el papa a continuación las enseñanzas sobre esta materia de su predecesor, León XIII, tal como este papa las expuso en su encíclica Providentissimus Deus, donde confirmó las enseñanzas de San Jerónimo sobre la autoría divina de la Sagrada Escritura. Pero en la interpretación de la Providentíssimus Deus se han introducido distintos errores que Benedicto XV señala en esta encíclica. No es posible, por ejemplo, distinguir entre el elemento primario o religioso y el secundario o profano de la Escritura, de modo que solo al primero quedaría libre de error; pues esto todo el mensaje el que es verdadero; ni puede afirmarse que en la escritura no importa lo que ha dicho Dios, sino el fin para el que lo dice. Apartándose de las enseñanzas del magisterio hay quien llega a dudar de los evangelios, de modo que 

Lo que Nuestro Señor Jesucristo dijo e hizo piensan que no ha llegado hasta nosotros íntegro y sin cambios, como escrito religiosamente por testigos de vista y oído, sino que -especialmente por lo que se refiere al cuarto evangelio en parte proviene de los evangelistas, que inventaron y añadieron muchas cosas por su cuenta, y en parte son referencias de los fieles de la religión posterior; y que, por lo tanto, se contienen en un mismo cauce aguas procedentes de dos fuentes distintas que por ningún indicio cierto se pueden distinguir entre si.
Encíclica Spiritus Paraclitus (AAS, XII, p. 397)

### Importancia de la lectura de la Sagrada Escritura y de su uso en la predicación
Jerónimo recomienda la lectura diaria de la Sagrada Escritura, se trata de una idea que repite en muchos de sus escritos, recomendala a todos los cristiano. El papa tras recoger textualmente algunos de esos textos, resalta la ventaja que supone la lectura de la Biblia para todos los fieles y especialmente para los clérigos, dirigiéndose a los obispos y ordinarios en la encíclica se les como deben empeñarse en que los sacerdotes sigan este consejo. 

Sepan pues que ni deben abandonar el estudio de las Escrituras ni abordarlo por otro camino que el señalado expresamente por León XIII en su encíclica Providentissimus Deus. Lo mejor es que frecuenten el Pontificio Insitituto Bíblico, que, según los deseos de León XIII, fundó nuestro próximo predecesor Pío X, con gran provecho para la Santa Iglesia, como consta por la experiencia de estos diez años.
Encíclica Spiritus Paraclitus (AAS, XII, p. 407-408)

Así mismo la Sagrada Escritura debe ser utilizada habitualmente en la predicación, pues de ella recibirá su fuerza y vigor. Al presentar las escrituras se debe fijar la atención en la interpretación literal o histórica, pues toda otra interpretación se apoya en el sentido literal; de modo que una vez puesto a salvo el sentido literal se pueden buscar otros sentidos más internos y profundos, se trata como escribe San Jerónimo se ha de 

buscar en lo más hondo el sentido divino, como se busca en la tierra el oro, en la nuez el núcleo y en los punzantes erizos el fruto escondido de las castañas
San Jerónimo, In Ez 40-24-27

### Conclusión
Concluye la encíclica insistiendo en los frutos que se obtendrán del estudio de la Sagrada Escritura y de su utilización en la predicación. Insiste a los obispos destinatarios de la encíclica que lleven sin tardanza a su clero y al pueblo las instrucciones que, en el décimo quinto centenario de la muerte del Doctor Máximo, les transmite en esta encíclica, y las que su antecesor prescribió mediante la Providentissimus Deus.